# Тричук Іван Іванович
Іва́н Іва́нович Тричу́к (4 жовтня 1987, смт Ратне, Волинська область, Українська РСР — 24 вересня 2014, Луцьк, Волинська область, Україна) — старший солдат Збройних сил України, 51-ша окрема механізована бригада, учасник російсько-української війни.

## Біографія
Народився 1987 року в смт Ратне на Волині. 2004 року закінчив 11 класів селищної загальноосвітньої школи № 1 (нині — навчально-виховний комплекс «ЗОШ І—ІІІ ступеня № 1 — гімназія ім. В. Газіна»). Служив у прикордонних військах. Поїхав на заробітки до Москви, повернувшись, власними руками зробив ремонт у батьківській хаті, де мешкав із сім'єю. Працював у Ратному продавцем. Брав участь у житті громади селища, — разом із товаришами облаштував дитячий майданчик на закинутій земельній ділянці в районі автостанції.
У зв'язку з російською збройною агресією проти України у березні 2014 року був призваний за частковою мобілізацією, у першу хвилю.
Старший солдат, помічник гранатометника 3-го механізованого батальйону 51-ї окремої механізованої бригади, в/ч А2331, м. Володимир-Волинський.
Разом зі своїм батальйоном вирушив у район Волновахи, потому — на Луганщину. Воював біля смт Ізварине на українсько-російському кордоні. Брав участь у боях за Новосвітлівку та Хрящувате у серпні 2014 року. Під час боїв дістав дві контузії та легке осколкове поранення ноги, був представлений до нагородження орденом.
У вересні 2014 приїхав додому у 10-денну відпустку. 16 вересня, під час поїздки з рідними у ліс по гриби, стався епілептичний напад, чоловіка госпіталізували до неврологічного відділення Луцького гарнізонного військового шпиталю. Іван розповідав про безсоння, різкі зміни настрою. 23 вересня розповів дружині про конфлікт із невропатологом. 24 вересня 2014 року тіло військовослужбовця знайшли повішеним на пожежній драбині під час вранішнього обходу, слідів насильницької смерті не виявлено.
Похований на кладовищі смт Ратне.
Залишилися батько Іван Хомович, удова Марина Валентинівна та дві доньки, — Вікторія (2011 р.н.) і Катерина (2012 р.н.).
Офіційно встановлена причина смерті — самоудушення, тому Міноборони України відмовило родині загиблого у виплаті грошової компенсації. Згодом Марині Тричук вдалося отримати висновок Центральної військово-лікарської комісії Міноборони про встановлення причинного зв'язку захворювання і смерті її чоловіка із захистом Батьківщини, причина самоудушення — це наслідок епілептичного нападу та посттравматичного синдрому. 12 вересня 2018 року вдова отримала статус і відповідне посвідчення «Члена сім'ї загиблого» та домагатиметься виплати компенсації через суд.

## Нагороди та вшанування
- 21 жовтня 2014 року — за особисту мужність і героїзм, виявлені у захисті державного суверенітету та територіальної цілісності України, вірність військовій присязі, відзначений — нагороджений орденом «За мужність» III ступеня[8]. Указ про нагородження був підписаний вже після смерті Івана[9].
- Внесений на встановлену 26 грудня 2015 року Пам'ятну дошку загиблим учасникам АТО в центрі смт Ратне, біля районної центральної бібліотеки[10].
- Його портрет розміщений на меморіалі «Стіна пам'яті полеглих за Україну» у Києві: секція 4, ряд 8, місце 23
- Вшановується 23 вересня на щоденному ранковому церемоніалі вшанування українських захисників, які загинули цього дня в різні роки внаслідок російської збройної агресії[11]